# Саюк Любов Никанорівна
Любов Никанорівна Саюк (1924, тепер Рівненської області — ?) — українська радянська діячка, ланкова колгоспу «Прогрес» Дубнівського району Рівненської області. Депутат Верховної Ради СРСР 5-го скликання.

## Життєпис
Народилася 1924 року в селянській родині. Освіта початкова.
У 1948—1956 роках — колгоспниця, з 1956 року — ланкова колгоспу «Прогрес» села Тараканів Дубнівського району Рівненської області.
Член КПРС.

## Нагороди
- орден Леніна (26.02.1958)
- медалі